# Daniel Sudarsky Saionz
Daniel Eduardo Sudarsky Saionz (Bogotá, Colombia; 10 de octubre de 1958) es un físico, profesor e investigador colombiano-mexicano de origen judío. Se desempeña como investigador y docente en el Instituto de Ciencias Nucleares de la Universidad Nacional Autónoma de México.

## Biografía
Nacido en Bogotá, Colombia, emigró hacia Israel a los 18 años. Cursó la carrera de física y matemáticas en la Universidad Hebrea de Jerusalén, posteriormente realizó un doctorado en física en la Universidad Purdue en Estados Unidos. Concluido sus estudios radicó unos años en República Dominicana; durante una conferencia internacional realizada allí conoció a investigadores mexicanos, quienes lo invitaron a conocer el trabajo que se hacía en la Universidad Nacional Autónoma de México.
Desde 1994 se desempeña como investigador en el departamento de gravitación y teoría de campos del Instituto de Ciencias Nucleares de la UNAM; en su labor como docente ha graduado a estudiantes del posgrado en ciencias físicas en la facultad de ciencias de dicha institución. Su línea de investigación está dirigida hacia la interface entre gravitación y cuántica.
Ha publicado artículos en revistas arbitradas y presenta sus trabajos de investigación en eventos académicos nacionales, internacionales y conferencias de divulgación. De la misma forma participa y es responsable de proyectos DGAPA y CONACyT relacionados con la gravitación cuántica.

## Premios, distinciones y membresías
- Medalla Marcos Moshinsky (UNAM, 2004)[4]
- Premio al Ensayo Ganador (Gravity Research Foundation, 2018)[5]
- Miembro de la Sociedad Internacional de Relatividad General y Gravitación[3]